# Margaretha van Griekenland en Denemarken

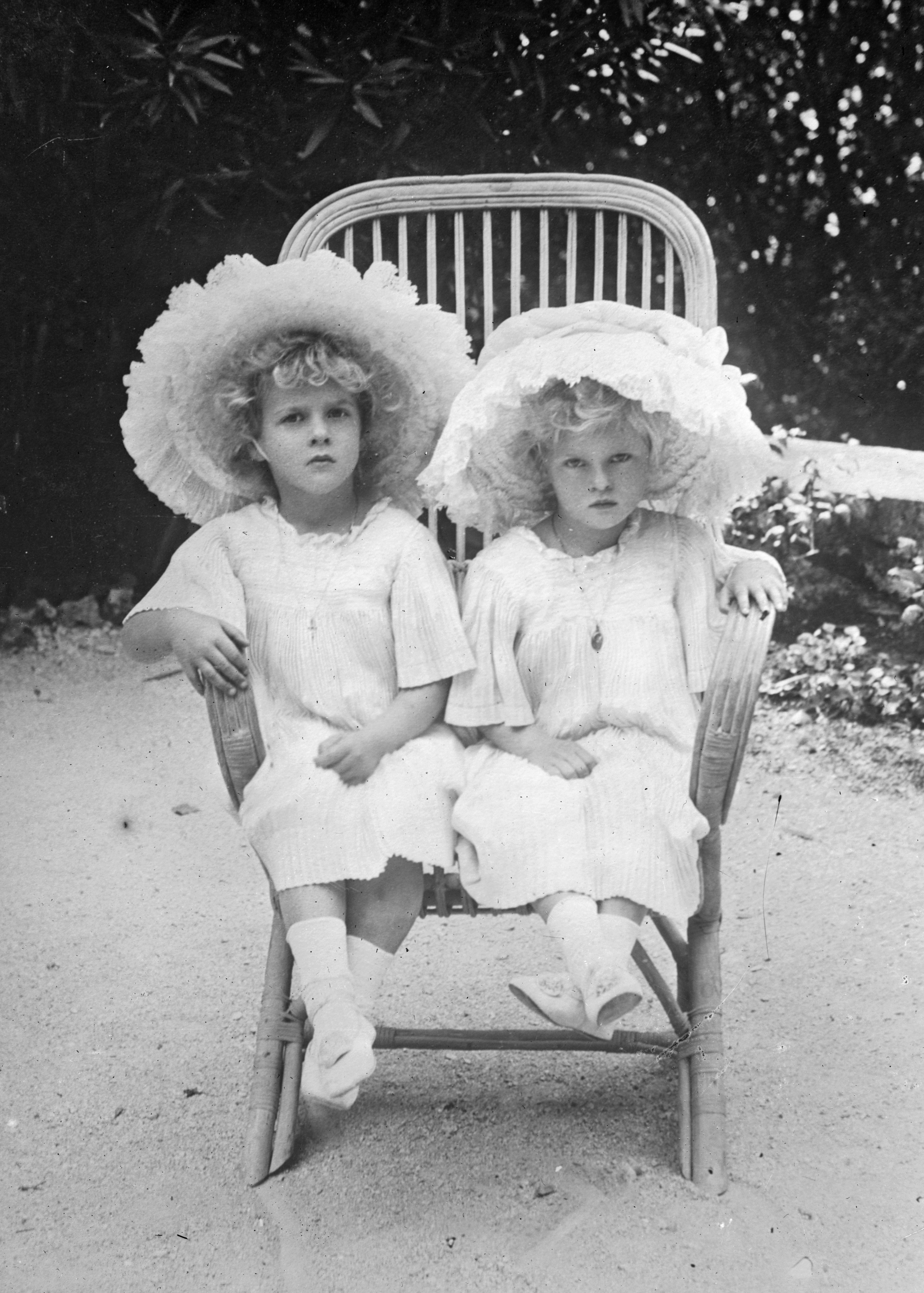
Prinses Margaretha met haar zusje Theodora (1910)

Margaretha van Griekenland en Denemarken (Grieks: Πριγκίπισσα Μαργαρίτα της Ελλάδας και Δανίας) (Korfoe, 18 april 1905 – Langenburg, Duitsland, 24 april 1981), prinses van Griekenland en Denemarken, was de oudste dochter van Andreas van Griekenland en Alice van Battenberg.

## Familie
Van haar vaders kant was ze de kleindochter van George I van Griekenland en Olga Konstantinova van Rusland en stamt ze af van Nicolaas I van Rusland. Van moederskant was zij de achter-achter-kleindochter van koningin Victoria van het Verenigd Koninkrijk (haar moeder is de kleindochter van Alice van Hessen-Darmstadt, de tweede dochter van Victoria).
Margaretha was de zus van prins Philip, de echtgenoot van koningin Elizabeth II van het Verenigd Koninkrijk.

### Kwartierstaat
Kwartierstaat van prinses Margaretha van Griekenland en Denemarken:
| Kwartierstaat van Margaretha van Griekenland en Denemarken   | Kwartierstaat van Margaretha van Griekenland en Denemarken                                                                                   | Kwartierstaat van Margaretha van Griekenland en Denemarken                                                    | Kwartierstaat van Margaretha van Griekenland en Denemarken                                                    | Kwartierstaat van Margaretha van Griekenland en Denemarken                                                    | Kwartierstaat van Margaretha van Griekenland en Denemarken                                                    | Kwartierstaat van Margaretha van Griekenland en Denemarken                                                    | Kwartierstaat van Margaretha van Griekenland en Denemarken                                                            | Kwartierstaat van Margaretha van Griekenland en Denemarken                                                            |
| ------------------------------------------------------------ | --- | --- | --- | --- | --- | --- | --- | --- |
| Betovergrootouders                                           | Hertog Frederik Willem van Sleeswijk-Holstein-Sonderburg-Glücksburg (1785-1831) ∞ 1810 Prinses Louise Carolina van Hessen-Kassel (1789-1867) | Prins Willem van Hessen-Kassel (1787-1867) ∞ 1810 Prinses Louise Charlotte van Denemarken (1789-1864)         | Tsaar Nicolaas I van Rusland (1796-1855) ∞ 1817 Prinses Charlotte van Pruisen) (1798-1860)                    | Hertog Jozef van Saksen-Altenburg (1789-1868) ∞ 1817 Prinses Amelie van Württemberg (1799-1848)               | Groothertog Lodewijk II van Hessen-Darmstadt (1777-1848) ∞ 1804 Prinses Wilhelmina van Baden (1788-1836)      | Graaf Johan Maurits Hauke (1775-1830) ∞ Sofie Lafontaine                                                      | Prins Karel van Hessen-Darmstadt (1809-1877) ∞ 1836 Prinses Elisabeth van Pruisen (1815-1885)                         | Prins Albert van Saksen-Coburg-Gotha (1819-1861) ∞ 1840 Koningin Victoria van het Verenigd Koninkrijk (1819-1901)     |
| Overgrootouders                                              | Koning Christiaan IX van Denemarken (1818-1906) ∞ 1842 Prinses Louise van Hessen-Kassel (1817-1898)                                          | Koning Christiaan IX van Denemarken (1818-1906) ∞ 1842 Prinses Louise van Hessen-Kassel (1817-1898)           | Grootvorst Constantijn van Rusland (1827-1892) ∞ 1848 Prinses Alexandra van Saksen-Altenburg (1830-1911)      | Grootvorst Constantijn van Rusland (1827-1892) ∞ 1848 Prinses Alexandra van Saksen-Altenburg (1830-1911)      | Prins Alexander van Hessen-Darmstadt (1823-1888) ∞ 1851 Julia Hauke (1825-1895)                               | Prins Alexander van Hessen-Darmstadt (1823-1888) ∞ 1851 Julia Hauke (1825-1895)                               | Groothertog Lodewijk IV van Hessen-Darmstadt (1837-1892) ∞ 1862 Prinses Alice van het Verenigd Koninkrijk (1843-1878) | Groothertog Lodewijk IV van Hessen-Darmstadt (1837-1892) ∞ 1862 Prinses Alice van het Verenigd Koninkrijk (1843-1878) |
| Grootouders                                                  | Koning George I van Griekenland (1845-1913) ∞ 1867 Grootvorstin Olga van Rusland (1851-1926)                                                 | Koning George I van Griekenland (1845-1913) ∞ 1867 Grootvorstin Olga van Rusland (1851-1926)                  | Koning George I van Griekenland (1845-1913) ∞ 1867 Grootvorstin Olga van Rusland (1851-1926)                  | Koning George I van Griekenland (1845-1913) ∞ 1867 Grootvorstin Olga van Rusland (1851-1926)                  | Prins Lodewijk Alexander van Battenberg (1854-1921) ∞ 1884 Prinses Victoria van Hessen-Darmstadt (1863-1950)  | Prins Lodewijk Alexander van Battenberg (1854-1921) ∞ 1884 Prinses Victoria van Hessen-Darmstadt (1863-1950)  | Prins Lodewijk Alexander van Battenberg (1854-1921) ∞ 1884 Prinses Victoria van Hessen-Darmstadt (1863-1950)          | Prins Lodewijk Alexander van Battenberg (1854-1921) ∞ 1884 Prinses Victoria van Hessen-Darmstadt (1863-1950)          |
| Ouders                                                       | Prins Prins Andreas van Griekenland en Denemarken (1882-1944) ∞ 1903 Prinses Alice van Battenberg (1885-1969)                                | Prins Prins Andreas van Griekenland en Denemarken (1882-1944) ∞ 1903 Prinses Alice van Battenberg (1885-1969) | Prins Prins Andreas van Griekenland en Denemarken (1882-1944) ∞ 1903 Prinses Alice van Battenberg (1885-1969) | Prins Prins Andreas van Griekenland en Denemarken (1882-1944) ∞ 1903 Prinses Alice van Battenberg (1885-1969) | Prins Prins Andreas van Griekenland en Denemarken (1882-1944) ∞ 1903 Prinses Alice van Battenberg (1885-1969) | Prins Prins Andreas van Griekenland en Denemarken (1882-1944) ∞ 1903 Prinses Alice van Battenberg (1885-1969) | Prins Prins Andreas van Griekenland en Denemarken (1882-1944) ∞ 1903 Prinses Alice van Battenberg (1885-1969)         | Prins Prins Andreas van Griekenland en Denemarken (1882-1944) ∞ 1903 Prinses Alice van Battenberg (1885-1969)         |
| Prinses Margaretha van Griekenland en Denemarken (1905-1981) | | | | | | | | |

## Huwelijk en kinderen
Margaretha trouwde op 20 april 1931 in Langenburg, Duitsland met Gottfried zu Hohenlohe-Langenburg, zoon van Ernst zu Hohenlohe-Langenburg en Alexandra van Saksen-Coburg en Gotha. Uit dit huwelijk werden de volgende kinderen geboren:
- Een dochter (doodgeboren, 3 december 1933)
- Kraft Alexander Ernst Ludwig Georg Emich (25 juni 1935 - 16 maart 2004)
- Beatrix Alice Marie Melita Margarete (10 juni 1936 - 15 november 1997)
- Georg Andreas Heinrich (24 november 1938)
- Rupprecht Sigismund Philipp Ernst (7 april 1944 - 8 april 1978)
- Albrecht Wolfgang Christoph (7 april 1944 - 23 april 1992)

De oudste vier kinderen zijn geboren in Schwäbisch Hall, de jongste twee, een tweeling, in Langenburg.